# Juan de Santiso y Moscoso
Juan de Santiso y Moscoso, natural de España, ingresó a la milicia donde alcanzó el grado de teniente coronel de infantería de los ejércitos reales. En 1738 fue designado por mandato real como gobernador del Tucumán ocupando ese cargo hasta 1743.

## Gobierno del Tucumán (1738-1743)
En 1739 las ciudades de Salta y Jujuy tuvieron que afrontar el ataque de tobas, mataguayos y mocovíes. Con motivo de ello, el gobernador Santiso y Moscoso convocó a una junta de guerra a reunirse en la ciudad de Salta, el 19 de octubre de 1739. A ella asistieron los funcionarios, los jefes de todas las órdenes religiosas, los tenientes de gobernador de todas las ciudades, y analizaron los ataques sangrientos de los indígenas, las defensas de las ciudades, y todos encontraron necesaria la guerra defensiva y ofensiva contra las naciones nativas.
Santiso y Moscoso dispuso repartir soldados en distintos lugares fronterizos, con 300 cabezas de ganado al año, proveyéndoles de 100 armas de fuego, 400 lanzas, y la construcción de dos fuertes que sirvieran de atalaya a sus movimientos.
En un acta, concluyó:

Declaro que la guerra defensiva y ofensiva que se hace en toda la provincia, en cada una de sus fronteras y ciudades contra las bárbaras naciones de indios tiranos que la infestan, es muy debida, justa y necesaria por ser enemigos declarados nuestros y de la religión, y que se les debe dar a sangre y fuego usando con ellos todo el rigor de las armas (…) que no se perdone vida ni persona alguna (…).

El gobernador Santiso convocó a los tercios y milicias de todas las ciudades de la gobernación. Con esas tropas se batió con los aborígenes obteniendo resultados favorables, recuperando a españoles que habían sido tomados cautivos, arrebatándoles a los indígenas una importante caballada y alejándolos de la frontera. Impuso el terror de las armas, y los tobas, para evitar el exterminio, fueron los primeros en aceptar un tratado de amistad.